# ベルンハルト・シュリンク
ベルンハルト・シュリンク（Bernhard Schlink, 1944年7月6日 - ）は、ドイツの小説家、法学者。法学者としての専門は公法学。

## 来歴
ビーレフェルト出身。ハイデルベルク大学やベルリン自由大学で法律を学び、卒業後はノルトライン・ヴェストファーレン州の憲法裁判所判事などを務める。1982年から1991年までボン大学で、現在はフンボルト大学ベルリンで教鞭を執っている。
1987年にヴァルター・ポップとの共著による推理小説『ゼルプの裁き』で作家デビュー。1993年『ゼルプの欺瞞』でドイツ・ミステリ大賞を受賞。1995年に自身の少年時代を題材にした『朗読者』を発表、ドイツ、アメリカでベストセラーとなり39か国語に翻訳された。またこの作品はドイツ語圏の作品で初めて『ニューヨーク・タイムズ』紙のベストセラーリストにおいて1位を獲得し、2008年には『愛を読むひと』として映画化もされた。

## 主な作品

### 私立探偵ゲーアハルト・ゼルプ三部作
- 『ゼルプの裁き』Selbs Justiz (1987) （2002年、小学館、岩淵達治ほか訳）
- 『ゼルプの欺瞞』Selbs Betrug (1992) （2002年、小学館、平野卿子訳） - ドイツ・ミステリ大賞受賞
- 『ゼルプの殺人』Selbs Mord (2001) （2003年、小学館、岩淵達治ほか訳）

### その他
- 『ゴルディオスの結び目』Die gordische Schleife (1988) （2003年、小学館、岩淵達治ほか訳） - グラウザー賞（ドイツ推理作家協会賞）受賞
- 『朗読者』Der Vorleser (1995) （2000年、新潮社、新潮クレスト・ブックス、松永美穂訳）のち文庫
- 『逃げてゆく愛』Liebesfluchten (2000) （2001年、新潮社、松永美穂訳）のち文庫
- 『帰郷者』Die Heimkehr (2006) （2008年、新潮社、松永美穂訳）
- 『週末』Das Wochenende (2008) （2011年、新潮社、松永美穂訳）
- 『夏の嘘』Sommerluegen (2010)　(2013年、新潮社、松永美穂訳)
- 『階段を下りる女』Die Frau auf der Treppe (2014) (2017年、新潮社、松永美穂訳)
- 『別れの色彩』Abschiedsfarben (2020) (2023年、新潮社、松永美穂訳)

### アンソロジー
- 『美しい子ども』 (2013年、新潮社) 『リューゲン島のヨハン・セバスティアン・バッハ』(松永美穂訳)を収録。

### 研究書
- 『現代ドイツ基本権』ボード・ピエロート共著 永田秀樹,松本和彦,倉田原志訳　法律文化社　2001
- 『過去の責任と現在の法 ドイツの場合』岩淵達治,藤倉孚子,中村昌子,岩井智子訳　岩波書店　2005